# تل حديد (السويداء)
تل حديد هو موقع استراتيجي مرتفع يقع في الريف الغربي لمحافظة السويداء، سوريا. يُطل الموقع على مناطق واسعة مثل بلدة الثعلة، ويشرف على طرق حيوية تربط مدينة السويداء بمحيطها الغربي، مما يجعله نقطة محورية في التحكم بالمنطقة.

## تاريخ
في 3 أغسطس 2025، اندلعت اشتباكات عنيفة بين فصائل محلية مسلحة وقوات الأمن السوري في محيط تل حديد. تمكنت الفصائل المحلية من السيطرة على الموقع بعد معارك أسفرت عن مقتل خمسة من عناصر الأمن العام، وفقًا لمصادر محلية. في وقت لاحق من اليوم نفسه، استعادت القوات الحكومية السيطرة على تل حديد، بالإضافة إلى بلدتي ريمة حازم وولغا، بعد ساعات من الهجوم.